# 広島市立国泰寺中学校
広島市立国泰寺中学校（ひろしましりつこくたいじちゅうがっこう）は、広島県広島市中区国泰寺町一丁目にある公立中学校である。

## 沿革
- 1949年4月 - 広島市立幟町中学校区を分離し、広島市立国泰寺中学校が創立。通学区は広島市立袋町小学校・広島市立竹屋小学校
- 1949年5月 - 広島県立広島国泰寺高等学校の校舎の一部とバラック8教室を借用。創立と同時に旧広島県立第一中学校の制帽と帽章、紫の校旗、質実剛健の伝統を受け継ぎ、そして、校訓「実行の人」を定め、国泰寺中学校教育の柱が立てられた
- 1951年4月1日 - 千田小学校区を編入
- 1952年4月 - 全校生徒が青少年赤十字に加盟、登録式を挙行
- 1956年9月 - 「平和の鐘」の塔が完成
- 1959年8月 - 体育館「高志館」が完成
- 1961年12月 - 校歌を制定
- 1963年9月 - 養護学級を設置
- 1976年6月 - 難聴学級を設置
- 1979年12月 - 本川小学校区を4月1日より大手町中学校区から本学区に編入
- 1980年4月 - 言語障害学級を設置
- 1981年4月 - 情緒障害学級を設置
- 1992年4月 - 病弱学級を設置
- 1994年4月 - 弱視学級を設置
- 1998年6月 - 創立50周年記念式を挙行

## 校区
- 広島市立袋町小学校の校区
  - 立町、紙屋町一丁目、紙屋町二丁目、大手町一丁目～大手町四丁目、本通、袋町、中町、小町、国泰寺町一丁目
- 広島市立竹屋小学校の校区
  - 流川町（幟町学区分を除く）、薬研堀、東平塚町、西平塚町、田中町、三川町、富士見町、宝町、鶴見町、昭和町、 竹屋町
- 広島市立千田小学校の校区
  - 大手町五丁目、平野町、南竹屋町、国泰寺町二丁目、東千田町一丁目、東千田町二丁目、千田町一丁目～千田町三丁目、南千田東町、南千田西町
- 広島市立本川小学校の校区
  - 十日市町一丁目、十日市町二丁目、本川町一丁目～本川町三丁目、猫屋町、榎町、堺町一丁目、堺町二丁目、小網町、土橋町

## クラブ活動

### 運動系
- 陸上部
- 卓球部
- 野球部
- テニス部
- ソフトテニス部
- バスケットボール部
- バレーボール部
- サッカー部
- 剣道部
- バドミントン部

### 文化系
- 美術部
- 囲碁将棋部
- 放送部
- 茶道部

- 吹奏楽部

## アクセス
- 最寄り電停は広島電鉄宇品線市役所前電停。

## 著名な出身者
- 斉藤鉄夫（公明党衆議院議員、国土交通大臣、元環境大臣）
- 中谷雄英（オリンピック柔道競技、最初の金メダル獲得者(東京オリンピック)）
- 山崎隆造（元プロ野球選手（広島東洋カープ）、野球解説者、野球評論家）
- 中田翔（プロ野球選手（中日ドラゴンズ））
- 川本幸生（元広島商業野球部監督、高校野球解説者）
- 野村六彦（元サッカー選手、元日立）
- 渡辺正 （元サッカー日本代表選手、代表監督、メキシコシティオリンピック日本代表、元八幡製鉄/新日本製鐵）
- 宮本輝紀（元サッカー日本代表選手、メキシコシティオリンピック日本代表、八幡製鉄/新日本製鐵）
- 今西和男（元東洋工業蹴球部選手、監督、吉備国際大学サッカー部総監督）
- 煙石博（元中国放送アナウンサー）
- 今井金太（元プロ野球選手（横浜DeNAベイスターズ））
- 河原さぶ（俳優）
- 山口良一（俳優、タレント）
- ゆうたろう（モデル）
- 真野友博（走高跳選手）[3]
- 平田みやび(俳優)
- 佐伯和司（元プロ野球選手（広島東洋カープ、日本ハムファイターズ））